# Sferocyt

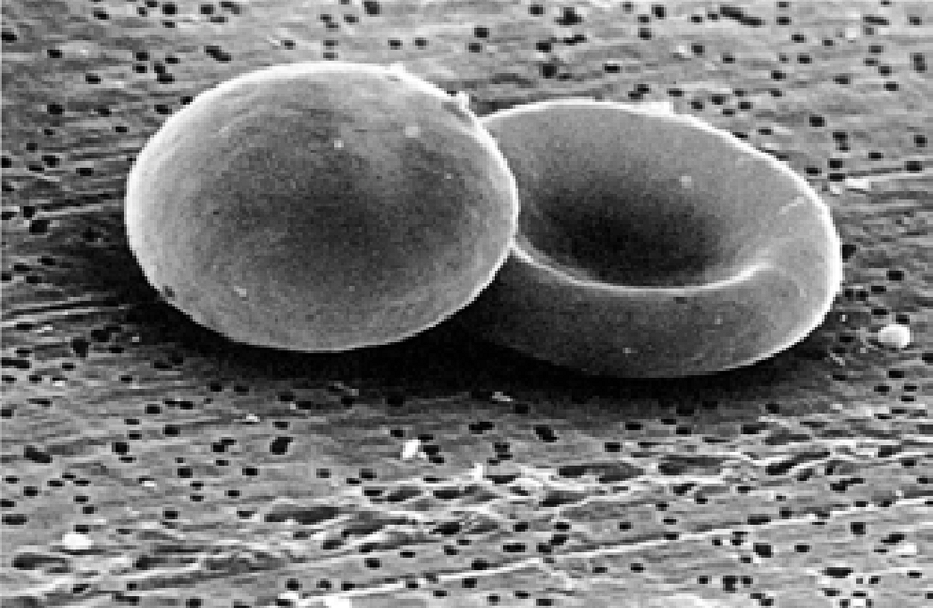
Links: sferocyt. Rechts: normale rode bloedcel. SEM-opname

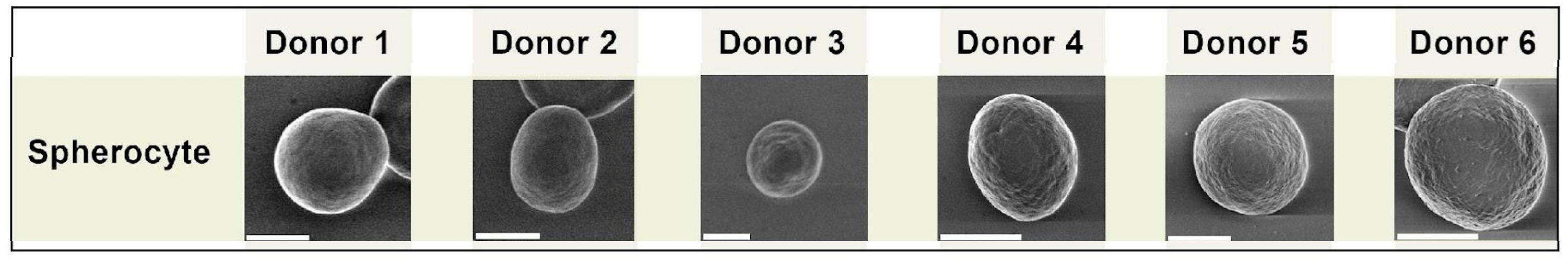
Sferocyten

Een sferocyt is een afwijkende rode bloedcel. Ze zijn bolvormig en doorgaans kleiner dan een rode bloedcel. Ze worden daarom ook wel een microsferocyt genoemd. De oppervlakte-volumeverhouding is kleiner en de hemoglobine is dichter opeengepakt. In tegenstelling tot rode bloedcellen hebben ze geen centrale opheldering.
Door een tekort aan eiwitten in het cytoskelet trekken rode bloedcellen samen totdat ze de minst flexibele maar meest stabiele configuratie volgens de oppervlaktespanning aannemen, namelijk de bolvormige configuratie. Hoewel sferocyten een kleiner oppervlak hebben dan normale rode bloedcellen, vervullen ze nog steeds hun rol als zuurstof- en koolstofdioxidetransporteurs naar behoren. Ze zijn echter osmotisch kwetsbaarder en vatbaarder voor fysieke degradatie. Sferocyten worden door macrofagen in de rode pulpa van de milt gemakkelijk ten onrechte herkend als oude of beschadigde rode bloedcellen en worden daarom vernietigd (autohemolyse).
Sferocyten komen aangeboren voor bij congenitale sferocytose (membraandefect) en bij auto-immuun hemolytische bloedarmoede (beschadiging van het celmembraan door auto-antilichamen). Sommige slangengiffen kunnen ook sferocytose veroorzaken. Bij honden is sferocytose ook een diagnostische indicatie van auto-immuun hemolytische bloedarmoede, terwijl bij katten normale rode bloedcellen geen centrale opheldering vertonen, zodat sferocyten niet van kleine rode bloedcellen kunnen worden onderscheiden.
Bij honden wordt sferocytose in vier graden van minder naar zeer ernstig ingedeeld. Het aantal sferocyten van een bloeduitstrijkje in een gezichtsveld van een microscoop wordt bepaald bij een vergroting van 1000x:
- Bij graad 1+ zijn er 5 tot 10 sferocyten per gezichtsveld aanwezig (overeenkomend met 2 tot 4%),
- Bij graad 2+ 11 tot 50 (overeenkomend met 4 tot 20%),
- Bij graad 3+ 51 tot 150 (overeenkomend met 20 tot 60%) en
- Bij graad 4+ meer dan 150.